# Cladonota lobulatus
Cladonota lobulatus är en insektsart som beskrevs av Carl Stål. Cladonota lobulatus ingår i släktet Cladonota och familjen hornstritar. Inga underarter finns listade i Catalogue of Life.